# Conde de Santa Catarina

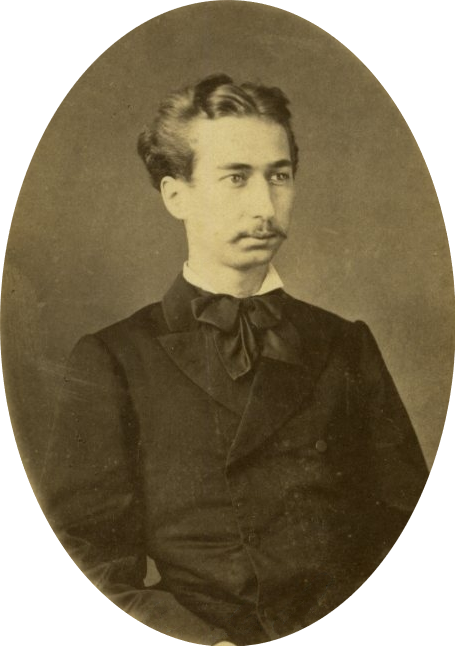
D. Manuel Rebelo Borges de Castro da Câmara Lemos, 1.º Conde de Santa Catarina

O título de Conde de Santa Catarina foi criado por decreto de 3 de Setembro de 1894 do rei D. Carlos I de Portugal a favor de Manuel Rebelo Borges de Castro da Câmara Lemos, único titular.

## Titulares
1. Manuel Rebelo Borges de Castro da Câmara Lemos
O título pertence actualmente à Alexandra Maria Alves de Sousa Rebelo, Condessa de Santa Catarina
Instituto da Nobreza Portuguesa a 22 de Abril de 2024